# Sorex milleri
Sorex milleri es una especie de musaraña de la familia soricidae.

## Distribución geográfica
Es endémica de México.